# Грін (округ, Арканзас)
Шаблон:StateAbbr_ 36°06′21″ пн. ш. 90°33′41″ зх. д. / 36.105833333333° пн. ш. 90.561388888889° зх. д.
Округ  Грін (англ. Greene County) — округ (графство) у штаті  Арканзас. Ідентифікатор округу 05055.

## Історія
Округ утворений 1833 року.

## Демографія
За даними перепису 
2000 року 
загальне населення округу становило 37331 осіб, зокрема міського населення було 19270, а сільського — 18061.
Серед мешканців округу чоловіків було 18217, а жінок — 19114. В окрузі було 14750 домогосподарств, 10703 родин, які мешкали в 16161 будинках.
Середній розмір родини становив 2,95.
Віковий розподіл населення поданий у таблиці:
| Стать    | До 15 років | 15-21 | 22-29 | 30-39 | 40-49 | 50-65 | 65-85 | Понад 85 |
| -------- | ----------- | ----- | ----- | ----- | ----- | ----- | ----- | -------- |
| Чоловіки | 4047        | 1820  | 2028  | 2718  | 2576  | 2976  | 1883  | 169      |
| Жінки    | 3806        | 1740  | 1956  | 2743  | 2624  | 3105  | 2712  | 428      |

## Суміжні округи
- Клей — північ
- Данкін, Міссурі — схід
- Крейггед — південь
- Лоуренс — південний захід
- Рендолф — північний захід

## Виноски
1. ↑  U.S. Decennial Census. United States Census Bureau. Архів оригіналу за 26 квітня 2015. Процитовано 26 серпня 2015.
2. ↑  Historical Census Browser. University of Virginia Library. Архів оригіналу за 11 серпня 2012. Процитовано 26 серпня 2015.
3. ↑  Forstall, Richard L., ред. (27 березня 1995). Population of Counties by Decennial Census: 1900 to 1990. United States Census Bureau. Архів оригіналу за 24 вересня 2015. Процитовано 26 серпня 2015.
4. ↑  Census 2000 PHC-T-4. Ranking Tables for Counties: 1990 and 2000 (PDF). United States Census Bureau. 2 квітня 2001. Архів оригіналу (PDF) за 18 грудня 2014. Процитовано 26 серпня 2015.
5. ↑  State & County QuickFacts. United States Census Bureau. Архів оригіналу за 7 червня 2011. Процитовано 21 травня 2014.(англ.) Наведено за англійською вікіпедією.
6. ↑  American FactFinder. Бюро перепису населення США. Архів оригіналу за 21 травня 2008. Процитовано 31 січня 2008.

| США | Це незавершена стаття з географії США. Ви можете допомогти проєкту, виправивши або дописавши її. |